# Gustav Lahusen
Gustav Lahusen (* 23. November 1854 in Bremen; † 6. April 1939 in Bremen) war ein Kaufmann und Vorstandsmitglied der Nordwolle und erster Aufsichtsratsvorsitzender der Jute-Spinnerei und Weberei Bremen.

## Biografie
Lahusen wurde als Sohn des Kaufmanns Christian Lahusen, der in Bremen die Norddeutsche Wollkämmerei & Kammgarnspinnerei AG („Nordwolle“) gründete, geboren. Seine Mutter Anna Lahusen (1824–1893) war Tochter des Bremer Bürgermeisters Diederich Meier. Er studierte an der Universität Bonn. 1874 wurde er Mitglied des Corps Palatia Bonn.
Gustav Lahusen trat nach seiner Ausbildung in den Familienbetrieb C. F. Lahusen  ein. Zeitweise verwaltete er die umfangreichen Ländereien der Familie Lahusen für die Schafszucht in Uruguay und Argentinien und trat 1885 gemeinsam mit seinem Bruder Carl in den Vorstand des kurz zuvor von seinem Vater gegründeten Nordwolle-Konzerns ein, dessen Sitz inzwischen von Bremen nach Delmenhorst verlegt worden war. Sein Bruder Johann Carl Lahusen übernahm später die Leitung des Konzerns. 1887 schied er wieder aus und wurde im Folgejahr erster Aufsichtsratsvorsitzender der neuen Jute-Spinnerei und Weberei Bremen.
1905 erwarb Lahusen das adelige Gut Grabau in Schleswig-Holstein. Von 1906 bis 1908 ließ er dort das von dem Berliner Architekten Hermann Werle entworfene Herrenhaus Grabau errichten. Vor dem Ersten Weltkrieg galt das Gut Grabau als „Musterbetrieb der Milchwirtschaft“. Nach dem Konkurs der Nordwolle verkaufte Gustav Lahusen das Gut Grabau an den Oldesloer Margarinefabrikanten Friedrich Bölck (1877–1940).
Lahusen heiratete 1879. Seine Frau Ida war Schwägerin seines Bruders (Johann) Carl Lahusen und Tochter des anglikanischen Pfarrers Duncan Mathias adliger Herkunft. Das Ehepaar hatte fünf Töchter und drei Söhne. Tochter Violet gründete in Bremen den Familienzweig Meyer-Lahusen. Tochter Marie heiratete in die Bremer Kulenkampff-Dynastie ein.
Kurz vor Ausbruch des Zweiten Weltkrieges starb Gustav Lahusen in der Schweiz. Auf eigenen Wunsch wurde er auf dem Grabauer Friedhof im Familiengrab bestattet.